# VOICEROID
VOICEROID（ボイスロイド）は、AH-Softwareが発売している、読み上げ用音声合成ソフトである。
AITalkを音声合成エンジンに採用した、AH-Softwareの個人向けシリーズ製品として数多く制作されている。VOICEROIDに限らず、AITalkをエンジンとした製品（キャラクター付属はギャラ子および音街ウナなど）は他社でも存在する。

## 概要
株式会社エーアイの音声合成エンジン「AITalk」（2007年4月提供）を元にして製作されており、文章を入力することでその文章を読み上げてくれて、発声のスピードやイントネーションも任意の発音に調整することが可能であり、作成した音声ファイルはWAV形式による保存のほか、入力調整したテキストデータでの保存にも対応している。
VOICEROIDは、上記エンジンにキャラクター性（パッケージや画像など）を持たせた、AHSが企画・販売する個人向けの製品及びシリーズ名称（加工・動画編集ソフトとのセット）となっている（法人向けでは別のキャラ呼称を持つ）。2010年10月22日には、改良版「VOICEROID+」が発売。以降、商品ごとに新たな機能が順次追加されていったが、2014年10月30日には琴葉 茜・葵までに追加された機能をそれ以前に発売された製品全てに適用させた「VOICEROID+ EX」が発売開始。さらに2017年6月9日からは、AI Talkの感情表現パラメータ（AITalk 4 / 4.1）を実装し、音源登録の統一機能とインターフェイスを一新した「VOICEROID2」が発売された。VOICEROID2には、購入したVOICEROID+EXをインポート可能。
キャラクター性を持つ個人製品であるVOICEROIDに関しては、商用利用の場合におけるガイドラインおよびライセンスが設定されている。
一部キャラクター製品に関して、エーアイが展開するA.I.VOICEブランドで後続製品版が発売されている。後にVOICEPEAKが開発されて以降は、そちらでも新規後続製品がリリースされている。

## 製品一覧

### VOICEROID

#### 月読アイ（つくよみ あい）
2009年12月4日発売。
可愛い女の子の声を元に制作、声優は不明。AHSによる企画された製品。
パッケージには幼稚園児の女の子、月読アイ（つくよみ あい）が描かれている。月読ショウタの妹の5歳の少女という設定。キャラクターデザインは一斗まるによるもの。
2014年10月30日に「VOICEROID+ EX」にバージョンアップされた。
AITalkのサンプル「あんず」とほぼ同系統の音声となっている。

#### 月読ショウタ（つくよみ しょうた）
2009年12月4日発売。
可愛い男の子の声を元に制作、声優は不明。AHSによって企画された製品。
パッケージには小学生の男の子、月読ショウタ（月読ショウタ）が描かれている。月読アイの兄の7歳の少年という設定。アイと同じくキャラクターデザインは一斗まるによるもの。
2014年10月30日に「VOICEROID+ EX」にバージョンアップされた。
AITalkのサンプル「こうたろう」とほぼ同系統の音声となっている。

### VOICEROID+ シリーズ

#### 鷹の爪 吉田くん（たかのつめ よしだくん）
2010年10月22日発売。FROGMANにより企画・制作されたWEBアニメ『秘密結社鷹の爪』の登場人物・吉田くんを元にした製品で、声優はFROGMAN。
AHSの公式サイトでは上記キャラクターのプロフィールが記載されているが、サンプルボイスでは「吉田ロイド」と発言している。
VOICEROID製品では唯一、ピアプロへの二次創作作品の投稿が不可能であり、本VOICEROID製品で作成した作品の第三者への公開・配布は有償無償含め認められていない。
2014年10月30日に「VOICEROID+ EX」にバージョンアップされた。

#### 民安ともえ（たみやすともえ）
2010年11月12日発売。
声優・民安ともえの声を元に制作された製品。パッケージには、AHSのイメージキャラクターである弦巻マキの名前が括弧書きで併記されている。
パッケージには民安が演じたMusicMakerのイメージキャラクターであるjamバンドの「弦巻マキ（つるまき まき）」が描かれており、製品を用いた実況プレイなどではこの弦巻マキとして扱われることが多い。
製品名が「VOICEROID+ 弦巻マキ」ではなく「VOICEROID+ 民安ともえ」となった経緯に関しては、企画時点では「弦巻マキ」であり、収録も弦巻マキとしての演技で行ったものの、収録された音声をプログラム化して出来上がった合成音声が、キャラクター・弦巻マキよりも、声優・民安ともえに近い声になっていた点が要因にある事が、2016年8月16日の民安によるツイートや、同じく彼女により2021年5月8日に行われたYoutubeでのライブ配信で語られている。また事実としてAHSの「VOICEROID+ 民安ともえ」のページのディレクトリ名がmakiとなっている事が確認できる。
2014年10月30日に「VOICEROID+ EX」にバージョンアップされた。
株式会社エーアイのAItalkサンプル「まき」と同系統の声で、その音声は感情認識ヒューマノイドロボット、「Pepper」の音声にも使用されている。
また、AHSのイメージキャラクター『弦巻マキ』の関連製品として、2021年6月18日、CeVIO AIによるトーク用ライブラリ『CeVIO AI 弦巻マキ トークボイス』と、Synthesizer Vによるソング用ライブラリ『Synthesizer V 弦巻マキ AI コンプリート』が発売された。どちらも声優が田中真奈美に変更されており、English版も作成されている。その一方で民安ボイスによるAITalkを用いた後継製品としては、2022年1月28日に『A.I.VOICE 羽ノ華』が発売されている。

#### 結月ゆかり（ゆづき ゆかり）
2011年12月22日、VOCALOID版と同時発売。
声優・石黒千尋の声を元にした製品。VOCALOMAKETSによって企画されたキャラクターを用いた製品。
AHS公式サイトでの紹介は「大人の女性の情感あふれる声」。
2014年10月30日に「VOICEROID+ EX」にバージョンアップされ、2017年6月9日に「VOICEROID2」として感情機能が実装されたものが新たに発売した。

#### 東北ずん子（とうほく ずんこ）
2012年9月28日発売。当製品から、抑揚の全体調整、ルビ、疑問調読み上げ、画面レイアウトの切り替え機能が追加されており。AITalkII（2012年6月）に対応したと思われる。
東北地方の応援キャラクターである東北ずん子をVOICEROID化した製品で、声優・佐藤聡美の声を元にした製品。SSS合同会社による企画。
AHS公式サイトでの紹介は「ほんわかしたかわいらしい声」。
2012年1月にクラウドファンディングで資金を集めて制作。2013年6月のクラウドファンディングで、2014年6月5日にはVOCALOIDを発売している。
2014年10月30日に「VOICEROID+ EX」にバージョンアップされ、NGワードが緩和した。

#### 琴葉茜・葵（ことのは あかね・あおい）
2014年4月25日発売。当製品から、フレーズ毎の音声効果、入力文字読み上げ時間の算出、Windows 8への対応が追加されており、AITalk 3（2013年6月）に対応したものと思われる。
声優・榊原ゆいの声を元に制作された製品。株式会社エーアイによって企画されたキャラクター。琴葉姉妹を用いた製品。
関西弁を話す双子の姉「琴葉茜」と標準語を話す双子の妹「琴葉葵」の二種類が収録されている。
VOICEROID+琴葉茜・葵は既に「VOICEROID+ EX」シリーズと同等の機能を持っていたためEX版は作成されていない。
2017年6月9日に「VOICEROID2」版を発売。さらに後にはSynthesizer Vによる歌唱用ライブラリも発売された。
萌えキャラ学会の正会員。スマートフォン向けゲーム「ファンタジーライフ オンライン」のプロモーション動画にも使用されている。

### VOICEROID+EX シリーズ
2014年10月30日、月読アイ、月読ショウタ、鷹の爪吉田くん、民安ともえ、結月ゆかり、東北ずん子のアップデート版が「VOICEROID+EXシリーズ」として発売。
VOICEROID+琴葉茜・葵までに追加された全ての機能に対応した（月読アイ、月読ショウタのみ、疑問調読み上げが非対応）。

#### 水奈瀬コウ（みなせ こう）
2015年10月29日発売。
AHS公式サイトでの紹介は「聞き取りやすい爽やかな声」。声優・本橋大輔の声を元にした製品。AHSにより企画されたキャラクターで、氷山キヨテルの同僚の教師(得意科目：国語)という設定。
スマートフォン向けゲーム「ゾンビ＆サバイバル」のプロモーション動画にも使用された。
AITalkのサンプル「たいち」とほぼ同系統の音声となっている。

#### 京町セイカ（きょうまち せいか）
2016年6月10日発売。
京都府精華町の広報キャラクターをVOICEROID化した製品。声優・立花理香の声を元にした製品。京都府精華町による企画。
AHS公式サイトでの紹介は「明るく聞き取りやすい声」。クラウドファンディングで資金を集めて制作された。

#### 東北きりたん（とうほく きりたん）
2016年10月27日発売。
東北地方の応援キャラクターのVOICEROID化第2弾で、ずん子の妹。声優・茜屋日海夏の声を元にしている。SSS合同会社による企画。
AHS公式サイトでの紹介は「落ち着いていながらも可愛らしい声」。既にUTAU向けの音源が収録されていたが、2016年4月のクラウドファンディングで資金を集めての制作。
ゲーム実況向けのexVOICEも収録されているなど、東北ずん子の時より更に様々な方面で利用しやすいように発売されている。

### VOICEROID2 シリーズ
VOICEROID+EXより音源登録の統一機能とインターフェイスを一新した。過去製品からのアップデート版はない。
VOICEROID+EXシリーズの製品をインポート出来る機能があり、インポートすることでVOICEROID2上で利用可能。

#### 結月ゆかり（ゆづき ゆかり）
2017年6月9日発売。喜び、怒り、悲しみの3種類のボイススタイルを収録している。

#### 琴葉茜・葵（ことのは あかね・あおい）
2017年6月9日発売。喜び、怒り、悲しみの3種類のボイススタイルを収録している。

#### 紲星あかり（きずな あかり）
2017年12月22日発売。2017年11月に発表され、11月30日のAHS公式生放送でも紹介された。「VOICEROID2」としては完全新規製品第一弾となる。
声優・米澤円の声を元にした製品で、VOCALOMAKETSによって企画された製品。
AHS公式サイトでの紹介は「可愛らしい中にも優しさあふれる声」。ボイススタイル機能は非搭載。
VOCALOID版も翌2018年4月26日に発売され、音声提供者は同年6月3日に公開された。

#### 桜乃そら（はるの そら）
2018年7月26日発売。
声優・井上喜久子の声を元にした製品で、AHSによって企画された製品。
AHS公式サイトでの紹介は「やさしく柔らかな声」。ボイススタイル機能は非搭載。
VOCALOID5版と同日発売（同時に同製品のサードパーティ参入第一弾でもある）。

#### 東北イタコ（とうほく いたこ）
2018年11月8日発売。
東北地方の応援キャラクターのVOICEROID化第3弾で、ずん子の姉。声優・木戸衣吹の声を元にしている。SSS合同会社による企画。
AHS公式サイトでの紹介は「大人っぽい声」。通常の読み上げに加え、「セクシー」「パワフル」「あたふた」の3種類のボイススタイルを収録している。
すでにUTAU向けの音源が収録されていたが、クラウドファンディングで資金を集めて制作された。

#### ついなちゃん
2019年11月1日発売。
インターネット掲示板で生まれた文化研究萌えキャラクター。声優・門脇舞以の声を元にした製品。鬼っ子ハンターついなちゃんプロジェクトによる企画。
AHS公式サイトでの紹介は「明るくかわいらしい声」。関西弁と標準語の2種類のボイスが搭載。
2019年1月21日より始めたクラウドファンディングで資金を集めて制作が決定した。またクラウドファンディング支援特典として10月17日に先行配布している。

#### 伊織弓鶴（いおり ゆづる）
2020年2月27日発売。
声優・松浦義之の声を元に制作された製品で、株式会社エーアイによって企画された製品。
AHS公式サイトでの紹介は「優しく穏やかでありながらも感情豊かな声」。

#### 音街ウナ（おとまち うな）
2020年12月11日発売。
エム・ティー・ケーから企画（販売は株式会社インターネットから）されたキャラクターである『音街ウナ』を用いた製品。声優・田中あいみの声を元にしている。
2017年4月20日にインターネット社からAI Talkを使用した「音街ウナTalk EX」が発売されていたが、本製品はそのアップデート版という位置付けであり、インターネットとAHS両方で通販を取り扱っている。

## 関連コンテンツ

### 小説
「悪ノ娘」シリーズ・「悪ノ大罪」シリーズ（著：悪ノP（mothy）、出版：PHP研究所）
mothy_悪ノPが手掛ける七つの大罪をモチーフにした「悪ノ大罪シリーズ」の各楽曲を原作として、ボカロ小説の先駆ともされる。小説版において、月読アイ・月読ショウタをモチーフとする人物が各作品に登場する。両シリーズを併せて2010年から2017年に発売され、全12巻。